# McGraw (New York)
Pour les articles homonymes, voir McGraw.
McGraw est un village situé dans le comté de Cortland, dans l'État de New York, aux États-Unis,. En 2010, il comptait une population de 972 habitants, estimée au 1er juillet 2019 à 975 habitants.

## Démographie
Lors du recensement de 2010, la ville comptait une population de 972 habitants. Elle est estimée, en 2019, à 975 habitants.